# Olympische Winterspiele 1998/Teilnehmer (Deutschland)
| Gelbes Symbol für Goldmedaillen mit stilisierten Olympischen Ringen | Graues Symbol für Silbermedaillen mit stilisierten Olympischen Ringen | Braundes Symbol für Bronzemedaillen mit stilisierten Olympischen Ringen |
| ------------------------------------------------------------------- | --------------------------------------------------------------------- | ----------------------------------------------------------------------- |
| 12                                                                  | 9                                                                     | 8                                                                       |

Deutschland nahm an den Olympischen Winterspielen 1998 im japanischen Nagano mit einer Delegation von 125 Athleten, 78 Männer und 47 Frauen, teil.

## Flaggenträger
Der Skilangläufer Jochen Behle trug die Flagge Deutschlands während der Eröffnungsfeier im Olympiastadion.
- Siehe auch: Liste der Fahnenträger der deutschen Mannschaften bei Olympischen Spielen

## Medaillen
Das deutsche Team war gemäß dem Medaillenspiegel die erfolgreichste Nation. Die erfolgreichste Teilnehmerin war Katja Seizinger mit zwei Goldmedaillen, insgesamt gewann sie drei Medaillen, so wie auch Gunda Niemann und Uschi Disl.

### Medaillenspiegel
| Rang   | Sportart         | Gold | Silber | Bronze | Gesamt |
| ------ | ---------------- | ---- | ------ | ------ | ------ |
| 1      | Ski Alpin        | 3    | 1      | 2      | 6      |
| 2      | Rennrodeln       | 3    | 1      | 1      | 5      |
| 3      | Biathlon         | 2    | 1      | 2      | 5      |
| 4      | Eisschnelllauf   | 2    | 3      | 1      | 6      |
| 5      | Snowboard        | 1    | 1      | —      | 2      |
| 6      | Bob              | 1    | —      | 1      | 2      |
| 7      | Skispringen      | —    | 1      | —      | 1      |
| 7      | Freestyle-Skiing | —    | 1      | —      | 1      |
| 9      | Eiskunstlauf     | —    | —      | 1      | 1      |
| Gesamt | Gesamt           | 12   | 9      | 8      | 29     |

### Medaillengewinner
| Name/n                                                      | Sportart         | Wettkampf                       |
| ----------------------------------------------------------- | ---------------- | ------------------------------- |
| Gold                                                        |                  |                                 |
| Uschi Disl Martina Zellner Katrin Apel Petra Behle          | Biathlon         | 4 × 7,5-km-Staffel              |
| Ricco Groß Peter Sendel Sven Fischer Frank Luck             | Biathlon         | 4 × 7,5-km-Staffel              |
| Gunda Niemann-Stirnemann                                    | Eisschnelllauf   | 3000 m                          |
| Silke Kraushaar                                             | Rennrodeln       | Einsitzer                       |
| Georg Hackl                                                 | Rennrodeln       | Einsitzer                       |
| Stefan Krausse Jan Behrendt                                 | Rennrodeln       | Doppelsitzer                    |
| Claudia Pechstein                                           | Eisschnelllauf   | 5000 m                          |
| Christoph Langen Markus Zimmermann Marco Jakobs Olaf Hampel | Bobsport         | Viererbob                       |
| Katja Seizinger                                             | Ski Alpin        | Abfahrt                         |
| Katja Seizinger                                             | Ski Alpin        | Alpine Kombination              |
| Hilde Gerg                                                  | Ski Alpin        | Slalom                          |
| Nicola Thost                                                | Snowboard        | Halfpipe                        |
| Silber                                                      |                  |                                 |
| Uschi Disl                                                  | Biathlon         | 7,5 km Sprint                   |
| Sven Hannawald Martin Schmitt Hansjörg Jäkle Dieter Thoma   | Skispringen      | Mannschaftsspringen Großschanze |
| Claudia Pechstein                                           | Eisschnelllauf   | 3000 m                          |
| Gunda Niemann-Stirnemann                                    | Eisschnelllauf   | 1500 m                          |
| Gunda Niemann-Stirnemann                                    | Eisschnelllauf   | 5000 m                          |
| Heidi Renoth                                                | Snowboard        | Riesenslalom                    |
| Barbara Niedernhuber                                        | Rennrodeln       | Einsitzer                       |
| Martina Ertl                                                | Ski Alpin        | Alpine Kombination              |
| Tatjana Mittermayer                                         | Freestyle-Skiing | Buckelpiste                     |
| Bronze                                                      |                  |                                 |
| Katrin Apel                                                 | Biathlon         | 7,5 km Sprint                   |
| Christoph Langen Markus Zimmermann                          | Bobsport         | Zweierbob                       |
| Uschi Disl                                                  | Biathlon         | 15 km Einzel                    |
| Anni Friesinger                                             | Eisschnelllauf   | 3000 m                          |
| Mandy Wötzel Ingo Steuer                                    | Eiskunstlauf     | Paarlauf                        |
| Jens Müller                                                 | Rennrodeln       | Einsitzer                       |
| Hilde Gerg                                                  | Ski Alpin        | Alpine Kombination              |
| Katja Seizinger                                             | Ski Alpin        | Riesenslalom                    |

## Teilnehmer nach Sportarten

### Biathlon
Im Biathlon konnten beide Vierer-Staffeln Gold gewinnen. Den Einzelläufern gelang kein Goldtriumph, für die Männer gab es gar keine weiteren Medaillen, für die Frauen noch einmal Silber und zweimal Bronze.
| Athleten                                           | Wettbewerbe        | Zeit        | Fehler                 | Rang   |
| -------------------------------------------------- | ------------------ | ----------- | ---------------------- | ------ |
| Frauen                                             |                    |             |                        |        |
| Katrin Apel                                        | 7,5 km Sprint      | 23:32,4 min | 1                      | Bronze |
| Katja Beer                                         | 15 km Einzel       | 1:01:26,4 h | 4                      | 39     |
| Petra Behle                                        | 7,5 km Sprint      | 24:09,9 min | 2                      | 16     |
| Petra Behle                                        | 15 km Einzel       | 59:29,7 min | 1                      | 27     |
| Uschi Disl                                         | 7,5 km Sprint      | 23:08,7 min | 1                      | Silber |
| Uschi Disl                                         | 15 km Einzel       | 55:17,9 min | 1                      | Bronze |
| Martina Zellner                                    | 7,5 km Sprint      | 25:09,8 min | 2                      | 30     |
| Martina Zellner                                    | 15 km Einzel       | 56:46,3 min | 4                      | 10     |
| Uschi Disl Martina Zellner Katrin Apel Petra Behle | 4 × 6 km Staffel   | 1:40:13,6 h | 11 Nachlader (0+5 0+6) | Gold   |
| Männer                                             |                    |             |                        |        |
| Sven Fischer                                       | 10 km Sprint       | 29:47,1 min | 2 (1+1)                | 29     |
| Sven Fischer                                       | 20 km Einzel       | 59:26,1 min | 3 (1+0+1+1)            | 16     |
| Ricco Groß                                         | 10 km Sprint       | 29:13,9 min | 1 (0+1)                | 17     |
| Ricco Groß                                         | 20 km Einzel       | 58:15,4 min | 1 (0+0+1+0)            | 6      |
| Carsten Heymann                                    | 10 km Sprint       | 30:09,6 min | 2 (0+2)                | 34     |
| Frank Luck                                         | 10 km Sprint       | 28:40,3 min | 1 (1+0)                | 7      |
| Peter Sendel                                       | 20 km Einzel       | 58:30,3 min | 1 (1+0+0+0)            | 8      |
| Jan Wüstenfeld                                     | 20 km Einzel       | 1:01:07,9 h | 4 (0+0+2+2)            | 32     |
| Ricco Groß Peter Sendel Sven Fischer Frank Luck    | 4 × 7,5 km Staffel | 1:21:36,2 h | 6 Nachlader (0+4 0+2)  | Gold   |

### Bob
| Athleten                                                    | Wettbewerb | Lauf 1  | Lauf 1 | Lauf 2  | Lauf 2 | Lauf 3  | Lauf 3 | Lauf 4  | Lauf 4 | Gesamt      | Gesamt |
| Athleten                                                    | Wettbewerb | Zeit    | Rang   | Zeit    | Rang   | Zeit    | Rang   | Zeit    | Rang   | Zeit        | Rang   |
| ----------------------------------------------------------- | ---------- | ------- | ------ | ------- | ------ | ------- | ------ | ------- | ------ | ----------- | ------ |
| Männer                                                      |            |         |        |         |        |         |        |         |        |             |        |
| Christoph Langen Markus Zimmermann                          | Zweierbob  | 54,82 s | 7      | 54,62 s | 6      | 54,11 s | 1      | 54,34 s | 3      | 3:37,89 min | Bronze |
| Dirk Wiese Marco Jakobs                                     | Zweierbob  | 54,83 s | 8      | 54,66 s | 8      | 54,63 s | 11     | 54,76 s | 13     | 3:38,88 min | 11     |
| Harald Czudaj Torsten Voss Steffen Görmer Alexander Szelig  | Viererbob  | 53,12 s | 7      | 53,50 s | 7      | 53,70 s | 2      | –       | –      | 2:40,32 min | 8      |
| Christoph Langen Markus Zimmermann Marco Jakobs Olaf Hampel | Viererbob  | 52,70 s | 1      | 52,90 s | 1      | 53,81 s | 8      | –       | –      | 2:39,41 min | Gold   |

### Curling
Deutschland nahm erstmals an den Curling-Wettbewerben teil, belegte aber in beiden Turnieren den achten und somit letzten Platz.
| Wettbewerb  | Frauen                                                                                                | Männer                                                                                                |
| ----------- | --- | --- |
| Spieler     | Carina Meidele Natalie Nessler Andrea Schöpp (Skip) Monika Wagner Heike Wieländer                     | Oliver Axnick Holger Höhne Andreas Kapp (Skip) Ulrich Kapp Michael Schäffer                           |
| Vorrunde    | Dänemark 5:6 Japan 2:9 Vereinigte Staaten 5:8 Norwegen 7:6 Schweden 3:8 Großbritannien 5:6 Kanada 5:8 | Schweiz 4:7 Norwegen 5:7 Schweden 6:7 Kanada 6:10 Vereinigte Staaten 5:8 Großbritannien 4:7 Japan 5:7 |
| Tiebreaker  | ausgeschieden                                                                                         | ausgeschieden                                                                                         |
| Halbfinale  | ausgeschieden                                                                                         | ausgeschieden                                                                                         |
| Finale      | ausgeschieden                                                                                         | ausgeschieden                                                                                         |
| Platzierung | 8. | 8. |

### Eishockey
In der Gruppenphase wurde die deutsche Mannschaft Zweiter hinter Belarus, durch einen Sieg gegen die Slowakei belegte sie letztlich den neunten Platz. Trainiert wurde sie von George Kingston.
| Wettbewerb       | Männer |
| ---------------- | --- |
| Spieler          | Jan Benda Brad Bergen Thomas Brandl Lars Brüggemann Benoît Doucet Peter Draisaitl Rick Goldmann Jochen Hecht Dieter Hegen Josef Heiß Olaf Kölzig Uwe Krupp Daniel Kunce Mirko Lüdemann Andreas Lupzig Mark MacKay Klaus Merk Jochen Molling Reemt Pyka Michael Rumrich Marco Sturm Stefan Ustorf Markus Wieland |
| Trainer          | George Kingston |
| Vorrunde         | Japan 3:1 (0:0, 1:0, 2:1) Belarus 2:8 (0:2, 2:3, 0:3) Frankreich 2:0 (0:0, 1:0, 1:0) |
| Zwischenrunde    | ausgeschieden |
| Viertelfinale    | ausgeschieden |
| Halbfinale       | ausgeschieden |
| Finale           | ausgeschieden |
| Spiel um Platz 9 | Slowakei 4:2 (0:1, 1:1, 3:0) |
| Platzierung      | 9. |

### Eiskunstlauf
| Athleten                   | Wettbewerbe | Kurzprogramm | Pflichttanz | Originaltanz | Kür/Kürtanz | Gesamt    | Gesamt |
| Athleten                   | Wettbewerbe | Rang         | Rang        | Rang         | Rang        | Bewertung | Rang   |
| -------------------------- | ----------- | ------------ | ----------- | ------------ | ----------- | --------- | ------ |
| Mixed                      |             |              |             |              |             |           |        |
| Kati Winkler René Lohse    | Eistanz     | –            | 11          | 9            | 10          | 19,8      | 10     |
| Mandy Wötzel Ingo Steuer   | Paarlauf    | 2            | –           | –            | 3           | 4,0       | Bronze |
| Peggy Schwarz Mirko Müller | Paarlauf    | 9            | –           | –            | 8           | 12,5      | 9      |

### Eisschnelllauf
Die deutschen Damen waren beim Eisschnelllauf vor allem über die längeren Distanzen das Maß aller Dinge. Nach dem 3000-Meter-Lauf standen ausschließlich deutsche Teilnehmerinnen auf dem Siegerpodest, Gunda Niemann stellte über diese Distanz einen neuen Olympiarekord auf. Über 5000 Meter gelang Claudia Pechstein sogar ein neuer Weltrekord, den sie sich in einem spannenden Kampf gegen Gunda Niemann sichern konnte.
| Athleten             | Wettbewerbe | Lauf 1  | Lauf 1 | Lauf 2  | Lauf 2 | Gesamt         | Gesamt |
| Athleten             | Wettbewerbe | Zeit    | Rang   | Zeit    | Rang   | Zeit           | Rang   |
| -------------------- | ----------- | ------- | ------ | ------- | ------ | -------------- | ------ |
| Frauen               |             |         |        |         |        |                |        |
| Anke Baier-Loef      | 500 m       | 39,73 s | 16     | 39,75 s | 16     | 1:19,48 min    | 15     |
| Anke Baier-Loef      | 1000 m      | –       | –      | –       | –      | 1:19,42 min    | 16     |
| Anni Friesinger      | 1500 m      | –       | –      | –       | –      | 1:59,20 min    | 5      |
| Anni Friesinger      | 3000 m      | –       | –      | –       | –      | 4:09,44 min    | Bronze |
| Monique Garbrecht    | 500 m       | 39,11 s | 7      | 39,34 s | 10     | 1:18,45 min    | 8      |
| Monique Garbrecht    | 1000 m      | –       | –      | –       | –      | 1:18,76 min    | 10     |
| Gunda Niemann        | 1500 m      | –       | –      | –       | –      | 1:58,66 min    | Silber |
| Gunda Niemann        | 3000 m      | –       | –      | –       | –      | 4:07,29 min OR | Gold   |
| Gunda Niemann        | 5000 m      | –       | –      | –       | –      | 6:59,65 min    | Silber |
| Claudia Pechstein    | 1500 m      | –       | –      | –       | –      | 1:59,46 min    | 7      |
| Claudia Pechstein    | 3000 m      | –       | –      | –       | –      | 4:08,47 min    | Silber |
| Claudia Pechstein    | 5000 m      | –       | –      | –       | –      | 6:59,61 min WR | Gold   |
| Franziska Schenk     | 500 m       | 38,88 s | 5      | 38,57 s | 4      | 1:17,45 min    | 4      |
| Franziska Schenk     | 1000 m      | –       | –      | –       | –      | DNF            | DNF    |
| Sabine Völker        | 500 m       | 39,19 s | 10     | 39,00 s | 6      | 1:18,19 min    | 7      |
| Sabine Völker        | 1000 m      | –       | –      | –       | –      | 1:17,54 min    | 4      |
| Heike Warnicke       | 5000 m      | –       | –      | –       | –      | 7:30,83 min    | 14     |
| Männer               |             |         |        |         |        |                |        |
| Peter Adeberg        | 500 m       | 36,92 s | 31     | DNF     | DNF    | DNF            | DNF    |
| Peter Adeberg        | 1000 m      | –       | –      | –       | –      | 1:11,90 min    | 9      |
| Peter Adeberg        | 1500 m      | –       | –      | –       | –      | 1:51,50 min    | 13     |
| Alexander Baumgärtel | 5000 m      | –       | –      | –       | –      | 6:39,44 min    | 13     |
| Alexander Baumgärtel | 10.000 m    | –       | –      | –       | –      | 13:48,44 min   | 10     |
| Christian Breuer     | 500 m       | 36,78 s | 26     | 36,41 s | 17     | 1:13,19 min    | 19     |
| Christian Breuer     | 1000 m      | –       | –      | –       | –      | 1:12,33 min    | 16     |
| Christian Breuer     | 1500 m      | –       | –      | –       | –      | 1:50,96 min    | 9      |
| Frank Dittrich       | 1500 m      | –       | –      | –       | –      | 1:53,64 min    | 33     |
| Frank Dittrich       | 5000 m      | –       | –      | –       | –      | 6:32,17 min    | 5      |
| Frank Dittrich       | 10.000 m    | –       | –      | –       | –      | 13:36,58 min   | 6      |
| Michael Künzel       | 500 m       | 36,56 s | 15     | 36,19 s | 8      | 1:12,75 min    | 11     |
| René Taubenrauch     | 1500 m      | –       | –      | –       | –      | 1:54,91 min    | 38     |
| René Taubenrauch     | 5000 m      | –       | –      | –       | –      | 6:35,21 min    | 6      |
| René Taubenrauch     | 10.000 m    | –       | –      | –       | –      | 13:52,10 min   | 11     |

### Freestyle-Skiing
| Athleten            | Wettbewerbe | Qualifikation | Qualifikation | Finale | Finale | Rang   |
| Athleten            | Wettbewerbe | Punkte        | Rang          | Punkte | Rang   | Rang   |
| ------------------- | ----------- | ------------- | ------------- | ------ | ------ | ------ |
| Frauen              |             |               |               |        |        |        |
| Tatjana Mittermayer | Buckelpiste | 23,07         | 3             | 24,62  | 2      | Silber |
| Sandra Schmitt      | Buckelpiste | 22,11         | 6             | 23,67  | 9      | 9      |
| Gabriele Rauscher   | Buckelpiste | 22,63         | 12            | 23,59  | 11     | 11     |

### Nordische Kombination
| Athleten                                                   | Wettbewerb           | Skispringen  | Skispringen  | Skispringen  | Skispringen  | Skispringen  | Skispringen  | Skispringen | Skispringen | Langlauf | Langlauf | Rang |
| Athleten                                                   | Wettbewerb           | 1. Durchgang | 1. Durchgang | 1. Durchgang | 2. Durchgang | 2. Durchgang | 2. Durchgang | Gesamt      | Gesamt      | Zeit     | Rang     | Rang |
| Athleten                                                   | Wettbewerb           | Weite        | Punkte       | Rang         | Weite        | Punkte       | Rang         | Punkte      | Rang        | Zeit     | Rang     | Rang |
| ---------------------------------------------------------- | -------------------- | ------------ | ------------ | ------------ | ------------ | ------------ | ------------ | ----------- | ----------- | -------- | -------- | ---- |
| Männer                                                     |                      |              |              |              |              |              |              |             |             |          |          |      |
| Ronny Ackermann                                            | Einzel Normalschanze | 84,0 m       | 103,5        | 3            | 85,5 m       | 106,0        | 17           | 209,5       | 18          | 43:52,9  | 12       | 12   |
| Josef Buchner                                              | Einzel Normalschanze | 83,0 m       | 99,5         | 31           | 84,0 m       | 103,5        | 23           | 203,0       | 26          | DNS      | DNS      | DNS  |
| Jens Deimel                                                | Einzel Normalschanze | 88,5 m       | 113,5        | 23           | 87,0 m       | 107,5        | 16           | 221,0       | 10          | 43:56,3  | 13       | 13   |
| Matthias Looß                                              | Einzel Normalschanze | 75,5 m       | 83,0         | 44           | 85,0 m       | 104,0        | 21           | 187,0       | 41          | 46:54,2  | 32       | 32   |
| Ronny Ackermann Josef Buchner Jens Deimel Thorsten Schmitt | Teamwettbewerb       | 347,0 m      | 429,0        | 7            | 347,0 m      | 432,0        | 7            | 861,0       | 7           | 55:07,0  | 6        | 6    |

### Rennrodeln
| Athlet                      | Wettbewerb   | Lauf 1   | Lauf 1 | Lauf 2   | Lauf 2 | Lauf 3   | Lauf 3 | Lauf 4   | Lauf 4 | Gesamt       | Gesamt |
| Athlet                      | Wettbewerb   | Zeit     | Rang   | Zeit     | Rang   | Zeit     | Rang   | Zeit     | Rang   | Zeit         | Rang   |
| --------------------------- | ------------ | -------- | ------ | -------- | ------ | -------- | ------ | -------- | ------ | ------------ | ------ |
| Frauen                      |              |          |        |          |        |          |        |          |        |              |        |
| Susi Erdmann                | Einsitzer    | 51,475 s | 4      | 51,348 s | 5      | 50,895 s | 3      | 50,731 s | 5      | 3:24,449 min | 4      |
| Silke Kraushaar             | Einsitzer    | 51,197 s | 1      | 51,178 s | 2      | 50,787 s | 1      | 50,617 s | 2      | 3:23,779 min | Gold   |
| Barbara Niedernhuber        | Einsitzer    | 51,216 s | 2      | 51,103 s | 1      | 50,837 s | 2      | 50,625 s | 3      | 3:23,781 min | Silber |
| Männer                      |              |          |        |          |        |          |        |          |        |              |        |
| Karsten Albert              | Einsitzer    | 50,353 s | 12     | 50,172 s | 13     | 50,080 s | 11     | 50,499 s | 17     | 3:21,104 min | 12     |
| Georg Hackl                 | Einsitzer    | 49,619 s | 1      | 49,573 s | 1      | 49,614 s | 1      | 49,630 s | 1      | 3:18,436 min | Gold   |
| Jens Müller                 | Einsitzer    | 49,954 s | 4      | 49,700 s | 3      | 49,729 s | 2      | 49,710 s | 2      | 3:19,093 min | Bronze |
| Stefan Krauße Jan Behrendt  | Doppelsitzer | 50,592 s | 1      | 50,513 s | 3      | –        | –      | –        | –      | 1:41,105 min | Gold   |
| Steffen Skel Steffen Wöller | Doppelsitzer | 51,408 s | 10     | 50,816 s | 6      | –        | –      | –        | –      | 1:42,224 min | 8      |

### Shorttrack
Deutschland war zum ersten Mal beim Shorttrack sowohl der Frauen als auch der Männer vertreten, schnitt aber nicht gut ab. Lediglich die Damenstaffel schaffte es ins Finale.
| Athleten                                            | Wettbewerbe    | Vorlauf      | Vorlauf | Viertelfinale | Viertelfinale | Halbfinale    | Halbfinale    | Finale                 | Finale        | Rang |
| Athleten                                            | Wettbewerbe    | Zeit         | Rang    | Zeit          | Rang          | Zeit          | Rang          | Zeit                   | Rang          | Rang |
| --------------------------------------------------- | -------------- | ------------ | ------- | ------------- | ------------- | ------------- | ------------- | ---------------------- | ------------- | ---- |
| Frauen                                              |                |              |         |               |               |               |               |                        |               |      |
| Susanne Busch                                       | 500 m          | 1:30,607 min | 4       | ausgeschieden | ausgeschieden | ausgeschieden | ausgeschieden | ausgeschieden          | ausgeschieden | 25   |
| Susanne Busch                                       | 1000 m         | 1:38,379 min | 3       | ausgeschieden | ausgeschieden | ausgeschieden | ausgeschieden | ausgeschieden          | ausgeschieden | 19   |
| Yvonne Kunze                                        | 500 m          | 46,887 s     | 3       | ausgeschieden | ausgeschieden | ausgeschieden | ausgeschieden | ausgeschieden          | ausgeschieden | 15   |
| Yvonne Kunze                                        | 1000 m         | 1:44,870 min | 3       | ausgeschieden | ausgeschieden | ausgeschieden | ausgeschieden | ausgeschieden          | ausgeschieden | 25   |
| Susanne Busch Anne Eckner Yvonne Kunze Katrin Weber | 3000 m Staffel | –            | –       | –             | –             | 4:38,776 min  | 4             | B-Finale: 4:37,110 min | 4             | 8    |
| Männer                                              |                |              |         |               |               |               |               |                        |               |      |
| Arian Nachbar                                       | 500 m          | 44,882 s     | 3       | ausgeschieden | ausgeschieden | ausgeschieden | ausgeschieden | ausgeschieden          | ausgeschieden | 22   |
| Arian Nachbar                                       | 1000 m         | 1:32,493 min | 3       | ausgeschieden | ausgeschieden | ausgeschieden | ausgeschieden | ausgeschieden          | ausgeschieden | 17   |

### Ski Alpin
Während die Frauen in vielerlei Hinsicht brillierten und in der Alpinen Kombination sogar alle Medaillenränge belegten, hatte der einzige männliche Teilnehmer kein Glück und konnte keines der beiden Rennen beenden.
| Athleten         | Wettbewerbe        | 1. Lauf     | 1. Lauf | 2. Lauf     | 2. Lauf | Gesamt      | Gesamt |
| Athleten         | Wettbewerbe        | Zeit        | Rang    | Zeit        | Rang    | Zeit        | Rang   |
| ---------------- | ------------------ | ----------- | ------- | ----------- | ------- | ----------- | ------ |
| Frauen           |                    |             |         |             |         |             |        |
| Monika Bergmann  | Alpine Kombination | 1:33,35 min | 21      | 1:12,49 min | 6       | 2:45,84 min | 12     |
| Monika Bergmann  | Super-G            | 47,78 s     | 19      | 47,21 s     | 6       | 1:34,99 min | 9      |
| Martina Ertl     | Alpine Kombination | 1:29,76 min | 4       | 1:11,16 min | 1       | 2:40,92 min | Silber |
| Martina Ertl     | Riesenslalom       | 1:20,38 min | 7       | 1:32,34 min | 3       | 2:52,72 min | 4      |
| Martina Ertl     | Slalom             | 46,22 s     | 5       | 46,69 s     | 3       | 1:32,91 min | 4      |
| Martina Ertl     | Super-G            | –           | –       | –           | –       | 1:18,46 min | 7      |
| Hilde Gerg       | Abfahrt            | –           | –       | –           | –       | 1:29,96 min | 9      |
| Hilde Gerg       | Alpine Kombination | 1:29,92 min | 7       | 1:11,58 min | 2       | 2:41,50 min | Bronze |
| Hilde Gerg       | Riesenslalom       | 1:21,45 min | 13      | 1:34,44 min | 13      | 2:55,89 min | 13     |
| Hilde Gerg       | Slalom             | 45,89 s     | 2       | 46,51 s     | 1       | 1:32,40 min | Gold   |
| Hilde Gerg       | Super-G            | –           | –       | –           | –       | 1:18,59 min | 10     |
| Regina Häusl     | Abfahrt            | –           | –       | –           | –       | DNF         | DNF    |
| Regina Häusl     | Riesenslalom       | 1:26,37 min | 32      | 1:38,20 min | 29      | 3:04,57 min | 30     |
| Regina Häusl     | Super-G            | –           | –       | –           | –       | 1:18,27 min | 4      |
| Katrin Gutensohn | Abfahrt            | –           | –       | –           | –       | 1:29,96 min | 9      |
| Katja Seizinger  | Abfahrt            | –           | –       | –           | –       | 1:28,89 min | Gold   |
| Katja Seizinger  | Alpine Kombination | 1:28,52 min | 1       | 1:12,22 min | 5       | 2:40,74 min | Gold   |
| Katja Seizinger  | Riesenslalom       | 1:20,19 min | 5       | 1:32,42 min | 4       | 2:52,61 min | Bronze |
| Katja Seizinger  | Super-G            | –           | –       | –           | –       | 1:18,44 min | 6      |
| Männer           |                    |             |         |             |         |             |        |
| Markus Eberle    | Riesenslalom       | 1:24,01 min | 26      | DNF         | DNF     | DNF         | DNF    |
| Markus Eberle    | Slalom             | DNF         | DNF     | DNF         | DNF     | DNF         | DNF    |

### Skilanglauf
| Athleten                                                       | Wettbewerbe               | Zeit        | Rang |
| -------------------------------------------------------------- | ------------------------- | ----------- | ---- |
| Frauen                                                         |                           |             |      |
| Constanze Blum                                                 | 5 km Klassisch            | 19:02,4 min | 30   |
| Constanze Blum                                                 | 10 km Freistil Verfolgung | 49:05,5 min | 26   |
| Constanze Blum                                                 | 15 km Klassisch           | 50:30,3 min | 21   |
| Constanze Blum                                                 | 30 km Freistil            | 1:31:52,9 h | 31   |
| Manuela Henkel                                                 | 15 km Klassisch           | 51:53,4 min | 36   |
| Manuela Henkel                                                 | 30 km Freistil            | DNF         | DNF  |
| Anke Schulze                                                   | 5 km Klassisch            | 19:14,7 min | 37   |
| Anke Schulze                                                   | 10 km Freistil Verfolgung | 49:30,4 min | 31   |
| Anke Schulze                                                   | 15 km Klassisch           | 51:54,0 min | 38   |
| Anke Schulze                                                   | 30 km Freistil            | 1:30:54,6 h |      |
| Kati Wilhelm                                                   | 5 km Klassisch            | 18:56,9 min | 26   |
| Kati Wilhelm                                                   | 10 km Freistil Verfolgung | 49:31,0 min | 32   |
| Kati Wilhelm                                                   | 30 km Freistil            | 1:28:27,7 h | 16   |
| Sigrid Wille                                                   | 5 km Klassisch            | 19:15,6 min | 38   |
| Sigrid Wille                                                   | 10 km Freistil Verfolgung | 51:52,1 min | 54   |
| Sigrid Wille                                                   | 15 km Klassisch           | 51:19,3 min | 28   |
| Kati Wilhelm Manuela Henkel Constanze Blum Anke Schulze        | 4 × 5 km Staffel          | 56:55,4 min | 5    |
| Männer                                                         |                           |             |      |
| Jochen Behle                                                   | 10 km Klassisch           | 29:55,9 min | 40   |
| Jochen Behle                                                   | 15 km Freistil Verfolgung | DNS         | DNS  |
| Jochen Behle                                                   | 30 km Klassisch           | DNF         | DNF  |
| Johann Mühlegg                                                 | 10 km Klassisch           | 29:12,3 min | 27   |
| Johann Mühlegg                                                 | 15 km Freistil Verfolgung | 1:09:12,3 h | 17   |
| Johann Mühlegg                                                 | 50 km Freistil            | 2:07:25,3 h | 7    |
| Torald Rein                                                    | 30 km Klassisch           | 1:49:06,7 h | 57   |
| Andreas Schlütter                                              | 10 km Klassisch           | 28:48,0 min | 16   |
| Andreas Schlütter                                              | 15 km Freistil Verfolgung | 1:08:32,3 h | 12   |
| Andreas Schlütter                                              | 30 km Klassisch           | 1:40:27,1 h | 21   |
| Andreas Schlütter                                              | 50 km Freistil            | 2:17:52,1 h | 36   |
| René Sommerfeldt                                               | 10 km Klassisch           | 29:52,5 min | 38   |
| René Sommerfeldt                                               | 15 km Freistil Verfolgung | 1:11:13,5 h | 29   |
| René Sommerfeldt                                               | 30 km Klassisch           | DNS         | DNS  |
| René Sommerfeldt                                               | 50 km Freistil            | 2:16:19,9 h | 26   |
| Andreas Schlütter Jochen Behle René Sommerfeldt Johann Mühlegg | 4 × 10 km Staffel         | 1:43:16,1 h | 8    |

### Skispringen
| Athleten                                                  | Wettbewerb             | 1. Durchgang | 1. Durchgang | 1. Durchgang | 2. Durchgang  | 2. Durchgang  | 2. Durchgang  | Gesamt        | Gesamt |
| Athleten                                                  | Wettbewerb             | Weite        | Punkte       | Rang         | Weite         | Punkte        | Rang          | Punkte        | Rang   |
| --------------------------------------------------------- | ---------------------- | ------------ | ------------ | ------------ | ------------- | ------------- | ------------- | ------------- | ------ |
| Männer                                                    |                        |              |              |              |               |               |               |               |        |
| Sven Hannawald                                            | Normalschanze          | 83,5 m       | 103,0        | 13           | 84,0 m        | 104,5         | 10            | 207,5         | 14     |
| Sven Hannawald                                            | Großschanze            | 92,0 m       | 61,1         | 57           | ausgeschieden | ausgeschieden | ausgeschieden | ausgeschieden |        |
| Hansjörg Jäkle                                            | Normalschanze          | 82,0 m       | 99,5         | 19           | 82,5 m        | 101,0         | 17            | 200,5         | 17     |
| Hansjörg Jäkle                                            | Großschanze            | 92,0 m       | 61,1         | 57           | ausgeschieden | ausgeschieden | ausgeschieden | ausgeschieden |        |
| Martin Schmitt                                            | Normalschanze          | 82,0 m       | 100,0        | 18           | 82,0 m        | 99,5          | 19            | 199,5         | 19     |
| Martin Schmitt                                            | Großschanze            | 118,5 m      | 112,3        | 11           | 123,0 m       | 121,4         | 11            | 233,7         | 14     |
| Dieter Thoma                                              | Normalschanze          | 84,5 m       | 106,0        | 12           | 83,0 m        | 102,5         | 15            | 208,5         | 13     |
| Dieter Thoma                                              | Großschanze            | 114,0 m      | 105,2        | 22           | 128,0 m       | 130,4         | 6             | 235,6         | 12     |
| Sven Hannawald Hansjörg Jäkle Martin Schmitt Dieter Thoma | Großschanze Mannschaft | 449,5 m      | 401,1        | 2            | 498,5 m       | 496,3         | 2             | 897,4         | Silber |

### Snowboard
1998 war Snowboarden erstmals olympisch. Gleich auf Anhieb gewann Deutschland zwei Medaillen.
| Athleten           | Wettbewerbe | Qualifikation | Qualifikation | Qualifikation | Qualifikation | Finale        | Finale        | Finale        | Finale        | Finale        | Rang |
| Athleten           | Wettbewerbe | Lauf 1        | Lauf 1        | Lauf 2        | Lauf 2        | Lauf 1        | Lauf 1        | Lauf 2        | Lauf 2        | Gesamt        | Rang |
| Athleten           | Wettbewerbe | Punkte        | Rang          | Punkte        | Rang          | Punkte        | Rang          | Punkte        | Rang          | Punkte        | Rang |
| ------------------ | ----------- | ------------- | ------------- | ------------- | ------------- | ------------- | ------------- | ------------- | ------------- | ------------- | ---- |
| Frauen             |             |               |               |               |               |               |               |               |               |               |      |
| Sandra Farmand     | Halfpipe    | 22,1          | 25            | DNF           | DNF           | ausgeschieden | ausgeschieden | ausgeschieden | ausgeschieden | ausgeschieden | 26   |
| Nicola Thost       | Halfpipe    | 30,6          | 13            | 37,4          | 1             | 37,50         | 2             | 37,10         | 2             | 74,60         | Gold |
| Sabine Wehr-Hasler | Halfpipe    | 29,5          | 15            | 30,5          | 11            | ausgeschieden | ausgeschieden | ausgeschieden | ausgeschieden | ausgeschieden | 15   |
| Männer             |             |               |               |               |               |               |               |               |               |               |      |
| Xaver Hoffmann     | Halfpipe    | 28,3          | 32            | 38,2          | 9             | ausgeschieden | ausgeschieden | ausgeschieden | ausgeschieden | ausgeschieden | 17   |

| Athleten          | Wettbewerbe  | Lauf 1      | Lauf 1 | Lauf 2        | Lauf 2        | Gesamt        | Gesamt        |
| Athleten          | Wettbewerbe  | Zeit        | Rang   | Zeit          | Rang          | Zeit          | Rang          |
| ----------------- | ------------ | ----------- | ------ | ------------- | ------------- | ------------- | ------------- |
| Frauen            |              |             |        |               |               |               |               |
| Sandra Farmand    | Riesenslalom | 1:14,39 min | 10     | 1:08,71 min   | 12            | 2:23,10 min   | 9             |
| Burgi Heckmair    | Riesenslalom | DNF         | DNF    | ausgeschieden | ausgeschieden | ausgeschieden | ausgeschieden |
| Heidi Renoth      | Riesenslalom | 1:14,39 min | 10     | 1:08,71 min   | 12            | 2:19,17 min   | Silber        |
| Männer            |              |             |        |               |               |               |               |
| Bernd Kroschewski | Riesenslalom | 1:03,53 min | 23     | DSQ           | DSQ           | DSQ           | DSQ           |
| Dieter Moherndl   | Riesenslalom | 1:03,03 min | 19     | 1:07,00 min   | 12            | 2:10,03 min   | 14            |